# Oncofertilidade
A oncofertilidade é um campo de atuação interdisciplinar que busca alinhar a oncologia e a reprodução assistida para o desenvolvimento e o aperfeiçoamento de estratégias de preservação da função reprodutiva em pessoas que sobreviveram ao câncer. Tais estratégias envolvem, principalmente, o congelamento de gametas (espermatozoides e óvulos) ou, ainda em nível experimental, de tecidos gonadais (córtex ovariano e testículo) antes do início da quimioterapia ou da radioterapia, como tentativas de resguardar alguma chance de procriação após a remissão da doença. Como ocorre com qualquer jovem disciplina (existe há cerca de 12 anos), a oncofertilidade passa por contínuo amadurecimento e transformação, em que pesem os aspectos éticos e bioéticos envolvidos.
O nome oncofertilidade foi cunhado em 2006 por Teresa K. Woodruff, criadora do “Consórcio de Oncofertilidade”, um grupo internacional e multi-institucional reconhecido pela availação do impacto do câncer e seu tratamento na saúde reprodutiva, tendo como objetivo principal expandir as opções de fertilidade para sobreviventes de câncer.